# Mistrzostwa Świata w Hokeju na Lodzie 2018 (II Dywizja)
Mistrzostwa Świata w Hokeju na Lodzie II dywizji 2018 zostały rozegrane w dniach 23-29 kwietnia (Grupa A) oraz w dniach 14-20 kwietnia (Grupa B).
Tak jak w Dywizji I uczestniczyło 12 zespołów, które zostały podzielone na dwie grupy po 6 zespołów. Zgodnie z formatem zawody Dywizji II odbyły się w dwóch grupach: Grupa A w holenderskim Tilburgu, zaś grupa B w hiszpańskiej, Grenadzie. Reprezentacje grały systemem każdy z każdym. Pierwsza drużyna grupy A awansowała do mistrzostw świata dywizji I gr. B w 2019 roku, ostatni zespół Grupy A został zdegradowany i w 2019 roku zagrał w Grupie B. Jego miejsce w 2019 zajął zwycięzca turnieju w Grupie B. Najsłabsza drużyna Grupy B spadła do Dywizji III.
Hale, w której rozegrane były zawody:
- IJssportcentrum Tilburg, Tilburg
- Igloo Arena, Grenada

## Grupa A
Mecze
| 23 kwietnia 2018 | Australia | 3:0 | Islandia | IJssportcentrum Tilburg, Tilburg |

| Szczegóły      | Szczegóły                                                             | Szczegóły       | Szczegóły | Szczegóły                                                                                       |
| -------------- | --------------------------------------------------------------------- | --------------- | --------- | ----------------------------------------------------------------------------------------------- |
| Godzina: 13:00 | P. Goransson (EQ) 17:03 R. Malloy (PP) 58:52 T. Powell (EQ)(EN) 59:37 | (1:0, 0:0, 2:0) |           | Widzów: 250 Sędzia główny: Miklós Haszonits Sędziowie liniowi: Kensuke Kanazawa Stef Oosterling |
| Godzina: 13:00 | 8 minut                                                               |                 | 16 minut  | Widzów: 250 Sędzia główny: Miklós Haszonits Sędziowie liniowi: Kensuke Kanazawa Stef Oosterling |

| 23 kwietnia 2018 | Serbia | 4:1 | Belgia | IJssportcentrum Tilburg, Tilburg |

| Szczegóły      | Szczegóły                                                                                       | Szczegóły       | Szczegóły           | Szczegóły                                                                              |
| -------------- | ----------------------------------------------------------------------------------------------- | --------------- | ------------------- | -------------------------------------------------------------------------------------- |
| Godzina: 16:30 | P. Novaković (PP2) 14:46 N. Kerezović (EQ) 21:11 M. Sretović (PP) 38:41 P. Novaković (PP) 52:43 | (1:0, 2:1, 1:0) | 30:41 (EQ) B. Denis | Widzów: 215 Sędzia główny: Siergiej Morozow Sędziowie liniowi: Raivis Jučers Jos Korte |
| Godzina: 16:30 | 14 minut                                                                                        |                 | 10 minut            | Widzów: 215 Sędzia główny: Siergiej Morozow Sędziowie liniowi: Raivis Jučers Jos Korte |

| 23 kwietnia 2018 | Holandia | 7:0 | Chińska Republika Ludowa | IJssportcentrum Tilburg, Tilburg |

| Szczegóły      | Szczegóły | Szczegóły       | Szczegóły | Szczegóły                                                                                       |
| -------------- | --- | --------------- | --------- | ----------------------------------------------------------------------------------------------- |
| Godzina: 20:00 | R. van der Schuit (EQ) 03:37 I. van den Heuvel (PP) 13:13 N. Nagtzaam (EQ) 16:01 G. Vogelaar (EQ) 26:28 G. Vogelaar (EQ) 42:30 I. van den Heuvel (SH) 48:44 D. Stempher (EQ) 58:51 | (3:0, 1:0, 3:0) |           | Widzów: 1452 Sędzia główny: Andrea Benvegnu Sędziowie liniowi: Knut Einar Bråten Ian McCmbridge |
| Godzina: 20:00 | 16 minut |                 | 6 minut   | Widzów: 1452 Sędzia główny: Andrea Benvegnu Sędziowie liniowi: Knut Einar Bråten Ian McCmbridge |

| 24 kwietnia 2018 | Australia | 6:0 | Belgia | IJssportcentrum Tilburg, Tilburg |

| Szczegóły      | Szczegóły | Szczegóły       | Szczegóły | Szczegóły                                                                               |
| -------------- | --- | --------------- | --------- | --------------------------------------------------------------------------------------- |
| Godzina: 13:00 | J. Rezek (EQ) 00:26 W. Darge (PP) 21:00 R. Tesarik (EQ) 35:57 P. Goransson (PP) 40:54 C. Todd (EQ) 45:34 C. Todd (EQ) 48:38 | (1:0, 2:0, 3:0) |           | Widzów: 245 Sędzia główny: Andrea Benvegnu Sędziowie liniowi: Jos Korte Ian McCambridge |
| Godzina: 13:00 | 12 minut |                 | 16 minut  | Widzów: 245 Sędzia główny: Andrea Benvegnu Sędziowie liniowi: Jos Korte Ian McCambridge |

| 24 kwietnia 2018 | Chińska Republika Ludowa | 1:3 | Serbia | IJssportcentrum Tilburg, Tilburg |

| Szczegóły      | Szczegóły        | Szczegóły       | Szczegóły                                                         | Szczegóły                                                                                     |
| -------------- | ---------------- | --------------- | ----------------------------------------------------------------- | --------------------------------------------------------------------------------------------- |
| Godzina: 16:30 | Huang (EQ) 56:59 | (0:1, 0:2, 1:0) | 10:08 (EQ) A. Luković 20:59 (EQ) A. Zwick 23:30 (EQ) N. Vučurević | Widzów: 257 Sędzia główny: Tomasz Radzik Sędziowie liniowi: Knut Einar Bråten Stef Oosterling |
| Godzina: 16:30 | 54 minut         |                 | 22 minuty                                                         | Widzów: 257 Sędzia główny: Tomasz Radzik Sędziowie liniowi: Knut Einar Bråten Stef Oosterling |

| 24 kwietnia 2018 | Islandia | 1:11 | Holandia | IJssportcentrum Tilburg, Tilburg |

| Szczegóły      | Szczegóły             | Szczegóły       | Szczegóły | Szczegóły                                                                                        |
| -------------- | --------------------- | --------------- | --- | ------------------------------------------------------------------------------------------------ |
| Godzina: 20:00 | A. Orongan (EQ) 54:47 | (0:3, 0:3, 1:5) | 07:51 (EQ) J. van Lijden 09:52 (EQ) R. De Hodt 14:48 (EQ) M. Bruijsten 26:41 (EQ) R. Joly 29:08 (PP) J. Smid 36:50 (EQ) J. van Lijden 43:23 (EQ) G. Vogelaar 43:41 (EQ) M. Bastings 45:34 (EQ) R. Joly 53:41 (EQ) D. Stempher 57:07 (EQ)(EA) K. Bruijsten | Widzów: 1347 Sędzia główny: Siergiej Morozow Sędziowie liniowi: Tomislav Grozaj Kensuke Kanazawa |
| Godzina: 20:00 | 4 minuty              |                 | 10 minut | Widzów: 1347 Sędzia główny: Siergiej Morozow Sędziowie liniowi: Tomislav Grozaj Kensuke Kanazawa |

| 26 kwietnia 2018 | Chińska Republika Ludowa | 1:3 | Australia | IJssportcentrum Tilburg, Tilburg |

| Szczegóły      | Szczegóły           | Szczegóły       | Szczegóły                                                            | Szczegóły                                                                                        |
| -------------- | ------------------- | --------------- | -------------------------------------------------------------------- | ------------------------------------------------------------------------------------------------ |
| Godzina: 13:00 | Z. Zhang (EQ) 11:10 | (1:0, 0:0, 0:3) | R. Haselhurst (EQ) 42:13 J. Rezek (EQ) 55:33 M. Armstrong (EN) 59:22 | Widzów: 411 Sędzia główny: Sergiej Morozow Sędziowie liniowi: Knut Elnar Braten Kensuke Kanazawa |
| Godzina: 13:00 | 12 minut            |                 | 18 minut                                                             | Widzów: 411 Sędzia główny: Sergiej Morozow Sędziowie liniowi: Knut Elnar Braten Kensuke Kanazawa |

| 26 kwietnia 2018 | Belgia | 6:3 | Islandia | IJssportcentrum Tilburg, Tilburg |

| Szczegóły      | Szczegóły | Szczegóły       | Szczegóły                                                                    | Szczegóły                                                                                |
| -------------- | --- | --------------- | ---------------------------------------------------------------------------- | ---------------------------------------------------------------------------------------- |
| Godzina: 16:30 | B. Bogaert (EQ) 12:57 B. Denis (EQ) 26:04 Y. Smet (EQ) 31:12 B. Henry (EQ) 48:30 A. Bremer (EQ) 58:20 M. Pellegrims (EN) 58:59 | (1:0, 2:0, 3:3) | R. Sigurdsson (PP) 52:25 H. Sigrunarsson (EQ) 53:09 R. Sigurdsson (EQ) 57:30 | Widzów: 243 Sędzia główny: Miklos Haszonits Sędziowie liniowi: Jos Korte Ian McCambridge |
| Godzina: 16:30 | 22 minuty |                 | 20 minut                                                                     | Widzów: 243 Sędzia główny: Miklos Haszonits Sędziowie liniowi: Jos Korte Ian McCambridge |

| 26 kwietnia 2018 | Holandia | 5:0 | Serbia | IJssportcentrum Tilburg, Tilburg |

| Szczegóły      | Szczegóły | Szczegóły       | Szczegóły | Szczegóły                                                                                  |
| -------------- | --- | --------------- | --------- | ------------------------------------------------------------------------------------------ |
| Godzina: 20:00 | T. Soest (EQ) 04:21 T. Soest (EQ) 09:40 I. van den Heuvel (PP) 31:56 Giovanni Vogelaar (PP) 32:26 J. Oorschot (EQ) 54:06 | (2:0, 2:0, 1:0) |           | Widzów: 1500 Sędzia główny: Tomasz Radzik Sędziowie liniowi: Tomislav Grozaj Raivis Jucers |
| Godzina: 20:00 | 20 minut |                 | 0 minut   | Widzów: 1500 Sędzia główny: Tomasz Radzik Sędziowie liniowi: Tomislav Grozaj Raivis Jucers |

| 28 kwietnia 2018 | Chińska Republika Ludowa | 3:1 | Islandia | IJssportcentrum Tilburg, Tilburg |

| Szczegóły      | Szczegóły                                                   | Szczegóły       | Szczegóły                 | Szczegóły                                                                                 |
| -------------- | ----------------------------------------------------------- | --------------- | ------------------------- | ----------------------------------------------------------------------------------------- |
| Godzina: 13:00 | Z. Zhang (EQ) 47:24 W. Zhong (PP) 48:43 Q. Huang (EQ) 58:19 | (0:0, 0:1, 3:0) | B. Johannesson (EQ) 25:07 | Widzów: 321 Sędzia główny: Tomasz Radzik Sędziowie liniowi: Raivis Jucers Stef Oosterling |
| Godzina: 13:00 | 12 minut                                                    |                 | 10 minut                  | Widzów: 321 Sędzia główny: Tomasz Radzik Sędziowie liniowi: Raivis Jucers Stef Oosterling |

| 28 kwietnia 2018 | Belgia | 2:10 | Holandia | IJssportcentrum Tilburg, Tilburg |

| Szczegóły      | Szczegóły                              | Szczegóły       | Szczegóły | Szczegóły                                                                                       |
| -------------- | -------------------------------------- | --------------- | --- | ----------------------------------------------------------------------------------------------- |
| Godzina: 16:30 | B. Henry (EQ) 29:34 Y. Smet (PP) 48:47 | (0:4, 1:4, 1:2) | 01:35 (EQ) R. Joly 03:02 (EQ) K. Bruijsten 14:27 (EQ) J. Oorschot 15:18 (EQ) N. Nagtzaam 22:13 (SH) G. Vogelaar 29:12 (EQ) K. Bruijsten 38:00 (PP) R. de Hondt 38:44 (EQ) M. Bastings 51:09 (EQ) G. Vogelaar 58:39 (PP) N. Nagtzaam | Widzów: 2400 Sędzia główny: Miklos Haszonits Sędziowie liniowi: Tomislav Grozaj Ian McCambridge |
| Godzina: 16:30 | 14 minut                               |                 | 18 minut | Widzów: 2400 Sędzia główny: Miklos Haszonits Sędziowie liniowi: Tomislav Grozaj Ian McCambridge |

| 28 kwietnia 2018 | Serbia | 4:5 pk. | Australia | IJssportcentrum Tilburg, Tilburg |

| Szczegóły      | Szczegóły                                                                                           | Szczegóły                             | Szczegóły                                                                   | Szczegóły                                                                                 |
| -------------- | --------------------------------------------------------------------------------------------------- | ------------------------------------- | --------------------------------------------------------------------------- | ----------------------------------------------------------------------------------------- |
| Godzina: 20:00 | P. Podunavac (PP2) 04:11 N. Vučurević (PP) 15:38 M. Sretović (SH) 52:57 P. Novaković (PP, EA) 59:50 | (2:1, 0:1, 2:2, dogr. 0:0, karne 0:1) | 16:21 L. Webster 26:22 P. Goransson (PP) 41:04 R. Malloy 46:55 M. Armstrong | Widzów: 521 Sędzia główny: Andrea Benvegnu Sędziowie liniowi: Knut Einar Bråten Jos Korte |
| Godzina: 20:00 | 12 minut                                                                                            |                                       | 22 minuty                                                                   | Widzów: 521 Sędzia główny: Andrea Benvegnu Sędziowie liniowi: Knut Einar Bråten Jos Korte |

| 29 kwietnia 2018 | Belgia | 2:5 | Chińska Republika Ludowa | IJssportcentrum Tilburg, Tilburg |

| Szczegóły      | Szczegóły                          | Szczegóły       | Szczegóły                                                                                 | Szczegóły                                                                                      |
| -------------- | ---------------------------------- | --------------- | ----------------------------------------------------------------------------------------- | ---------------------------------------------------------------------------------------------- |
| Godzina: 13:00 | B. Henry 49:51 F. Neven (PP) 56:36 | (0:0, 0:3, 2:2) | 28:03 Zou Tianyou 34:43 Li Hang 35:49 Huang Qianyi 43:31 Zhang Hao (SH) 58:36 Zhang Zesen | Widzów: 250 Sędzia główny: Miklós Haszonits Sędziowie liniowi: Tomislav Grozaj Ian McCambridge |
| Godzina: 13:00 | 39 minut                           |                 | 16 minut                                                                                  | Widzów: 250 Sędzia główny: Miklós Haszonits Sędziowie liniowi: Tomislav Grozaj Ian McCambridge |

| 29 kwietnia 2018 | Holandia | 9:2 | Australia | IJssportcentrum Tilburg, Tilburg |

| Szczegóły      | Szczegóły | Szczegóły       | Szczegóły                        | Szczegóły                                                                                       |
| -------------- | --- | --------------- | -------------------------------- | ----------------------------------------------------------------------------------------------- |
| Godzina: 16:30 | R. van der Schuit 01:02 R. van der Schuit 06:27 J. Smid 12:27 J. van Oorschot (PP) 17:56 M. Bastings 24:18 J. Verkiel 26:21 G. Vogelaar (PP) 34:07 D. Stempher 51:12 G. Vogelaar 57:05 | (4:0, 3:1, 2:1) | 31:33 K. Webster 58:42 T. Powell | Widzów: 2035 Sędzia główny: Siergiej Morozow Sędziowie liniowi: Knut Einar Bråten Raivis Jučers |
| Godzina: 16:30 | 2 minuty |                 | 8 minut                          | Widzów: 2035 Sędzia główny: Siergiej Morozow Sędziowie liniowi: Knut Einar Bråten Raivis Jučers |

| 29 kwietnia 2018 | Islandia | 2:5 | Serbia | IJssportcentrum Tilburg, Tilburg |

| Szczegóły      | Szczegóły                                   | Szczegóły       | Szczegóły | Szczegóły                                                                                      |
| -------------- | ------------------------------------------- | --------------- | --- | ---------------------------------------------------------------------------------------------- |
| Godzina: 20:00 | E. Olafsson 11:33 B. Jóhannesson (SH) 58:37 | (1:1, 0:2, 1:2) | 10:03 A. Zwick (PP) 32:40 P. Novaković 38:58 M. Sretović (PP) 50:21 A. Luković 55:11 D. Crnogorac (SH2, ENG) | Widzów: 311 Sędzia główny: Andrea Benvegnu Sędziowie liniowi: Kensuke Kanazawa Stef Oosterling |
| Godzina: 20:00 | 8 minut                                     |                 | 22 minuty | Widzów: 311 Sędzia główny: Andrea Benvegnu Sędziowie liniowi: Kensuke Kanazawa Stef Oosterling |

Tabela
| Lp. | Zespół                   | M | Pkt | Z | Zd | Pd | P | G+ | G- | +/- |
| --- | ------------------------ | - | --- | - | -- | -- | - | -- | -- | --- |
| 1   | Holandia                 | 5 | 15  | 5 | 0  | 0  | 0 | 42 | 5  | +37 |
| 2   | Australia                | 5 | 11  | 3 | 1  | 0  | 1 | 19 | 14 | +5  |
| 3   | Serbia                   | 5 | 10  | 3 | 0  | 1  | 1 | 16 | 14 | +2  |
| 4   | Chińska Republika Ludowa | 5 | 6   | 2 | 0  | 0  | 3 | 10 | 16 | -6  |
| 5   | Belgia                   | 5 | 3   | 1 | 0  | 0  | 4 | 11 | 28 | -17 |
| 6   | Islandia                 | 5 | 0   | 0 | 0  | 0  | 5 | 7  | 28 | -21 |

      = awans do I dywizji grupy B        = spadek do II dywizji grupy B
Statystyki indywidualne
- Klasyfikacja strzelców:  Giovanni Vogelaar: 8 goli[1]
- Klasyfikacja asystentów:  Ivy van den Heuvel: 8 asyst[2]
- Klasyfikacja kanadyjska:  Ivy van den Heuvel: 11 punktów[3]
- Klasyfikacja +/−:  Giovanni Vogelaar: +14[4]
- Klasyfikacja skuteczności interwencji bramkarzy:  Ian Meierdres: 94,87%[5]
- Klasyfikacja średniej goli straconych na mecz bramkarzy:  Ian Meierdres: 0,52
- Klasyfikacja minut kar:  Boris Kolyasnikov: 27 minut[6]

Nagrody indywidualne
Dyrektoriat turnieju wybrał trójkę najlepszych zawodników, po jednym na każdej pozycji:
- Bramkarz:  Anthony Kimlin
- Obrońca:  Giovanni Vogelaar
- Napastnik:  Ivy van den Heuvel

## Grupa B
Mecze
| 14 kwietnia 2018 | Nowa Zelandia | 5:1 | Meksyk | Igloo Arena, Grenada |

| Szczegóły      | Szczegóły                                                                                                  | Szczegóły       | Szczegóły           | Szczegóły                                                                                     |
| -------------- | --- | --------------- | ------------------- | --------------------------------------------------------------------------------------------- |
| Godzina: 13:00 | J. Challis (EQ) 02:28 N. Henderson (PP) 22:19 D. Harrop (EQ) 25:42 F. Ellis (PP) 35:05 C. Burns (PP) 39:33 | (1:0, 4:0, 0:1) | 47:01 (SH) M. Colas | Widzów: 55 Sędzia główny: Jevgenijs Griskevics Sędziowie liniowi: Marcus Höfer Carlos Trobajo |
| Godzina: 13:00 | 8 min. kar                                                                                                 |                 | 10 min. kar         | Widzów: 55 Sędzia główny: Jevgenijs Griskevics Sędziowie liniowi: Marcus Höfer Carlos Trobajo |

| 14 kwietnia 2018 | Luksemburg | 1:8 | Izrael | Igloo Arena, Grenada |

| Szczegóły      | Szczegóły          | Szczegóły       | Szczegóły | Szczegóły                                                                                            |
| -------------- | ------------------ | --------------- | --- | --- |
| Godzina: 16:30 | M. Mosr (PP) 19:37 | (1:4, 0:2, 0:2) | 01:20 (EQ) D. Kozev 11:48 (PP) E. Klein 13:15 (EQ) M. Revniaga 18:39 (EQ) R. Aharonovich 22:20 (PP) T. Aharonovich 36:38 (PP) I. Spektor 40:47 (PP) E. Klein 50:14 (PP) D. Mazour | Widzów: 61 Sędzia główny: Rasmus Toppel Sędziowie liniowi: Alejandro Garcia Banos Chris van Grinsven |
| Godzina: 16:30 | 22 min. kar        |                 | 26 min. kar | Widzów: 61 Sędzia główny: Rasmus Toppel Sędziowie liniowi: Alejandro Garcia Banos Chris van Grinsven |

| 14 kwietnia 2018 | Hiszpania | 15:1 | Korea Północna | Igloo Arena, Grenada |

| Szczegóły      | Szczegóły | Szczegóły       | Szczegóły             | Szczegóły                                                                               |
| -------------- | --- | --------------- | --------------------- | --------------------------------------------------------------------------------------- |
| Godzina: 20:15 | O. Rubio (EQ) 02:29 A. Carbonell (EQ) 05:29 O. Boronat (EQ) 07:49 I. Solorzano (EQ) 17:17 L. J. Hernandez (EQ) 23:03 A. Carbonell (EQ) 23:41 P. Fuentes (PP) 27:02 O. Rubio (EQ) 27:53 P. Fuentes (PP) 30:31 A. Arraras (EQ) 32:38 I. Solorzano (PP) 35:45 I. Granell (EQ) 39:19 A. Arraras (EQ) 58:25 O. Boronat (EQ) 58:43 L. J. Hernandez (EQ) 59:21 | (4:0, 8:1, 3:0) | 25:17 (EQ) Hong C. R. | Widzów: 333 Sędzia główny: Milan Novak Sędziowie liniowi: Andriej Korowkin Jiri Svoboda |
| Godzina: 20:15 | 12 min. kar |                 | 22 min. kar           | Widzów: 333 Sędzia główny: Milan Novak Sędziowie liniowi: Andriej Korowkin Jiri Svoboda |

| 15 kwietnia 2018 | Nowa Zelandia | 5:2 | Izrael | Igloo Arena, Grenada |

| Szczegóły      | Szczegóły | Szczegóły       | Szczegóły                                     | Szczegóły                                                                                        |
| -------------- | --- | --------------- | --------------------------------------------- | ------------------------------------------------------------------------------------------------ |
| Godzina: 13:00 | A. Cox (EQ) 15:43 J. Ratcliffe (EQ) 50:52 J. Ratcliffe (PP) 52:09 K. Joyce (EQ) 52:58 M. Schneider (EQ) 54:34 | (1:0, 0:1, 4:1) | 26:05 (EQ) R. Aharonovich 54:05 (EQ) E. Klein | Widzów: 67 Sędzia główny: Milan Novak Sędziowie liniowi: Alejandro Garcia Banos Andriej Korowkin |
| Godzina: 13:00 | 4 min. kar |                 | 10 min. kar                                   | Widzów: 67 Sędzia główny: Milan Novak Sędziowie liniowi: Alejandro Garcia Banos Andriej Korowkin |

| 15 kwietnia 2018 | Korea Północna | 5:2 | Meksyk | Igloo Arena, Grenada |

| Szczegóły      | Szczegóły                                                                                                | Szczegóły       | Szczegóły                              | Szczegóły                                                                                       |
| -------------- | --- | --------------- | -------------------------------------- | ----------------------------------------------------------------------------------------------- |
| Godzina: 16:30 | An C. H. (EQ) 08:46 Kang M. G. (SH) 17:27 Kim K. H. (EQ) 19:05 An C. H. (PP) 36:00 Kang M. G. (SH) 39:52 | (3:2, 2:0, 0:0) | 09:28 (EQ) L. Cruz 14:40 (EQ) H. Majul | Widzów: 68 Sędzia główny: Tim Tzirtziganis Sędziowie liniowi: Carlos Trobajo Chris van Grinsven |
| Godzina: 16:30 | 12 min. kar                                                                                              |                 | 18 min. kar                            | Widzów: 68 Sędzia główny: Tim Tzirtziganis Sędziowie liniowi: Carlos Trobajo Chris van Grinsven |

| 15 kwietnia 2018 | Luksemburg | 1:10 | Hiszpania | Igloo Arena, Grenada |

| Szczegóły      | Szczegóły              | Szczegóły       | Szczegóły | Szczegóły                                                                                    |
| -------------- | ---------------------- | --------------- | --- | -------------------------------------------------------------------------------------------- |
| Godzina: 20:00 | M. Eriksson (EQ) 39:04 | (0:0, 1:3, 0:7) | 28:08 (EQ) O. Rubio 37:00 (EQ) P. Puyuelo 39:58 (EQ) G. Gonzalez 42:29 (PP) G. Gonzalez 44:34 (EQ) A. Ubieto 50:24 (EQ) L. J. Hernandez 52:27 (PP) J. Muñoz 53:05 (EQ) P. Puyuelo 55:40 (EQ) J. Muñoz 56:01 (EQ) A. Arraras | Widzów: 234 Sędzia główny: Jevgenijs Griskevics Sędziowie liniowi: Marcus Höfer Jiri Svoboda |
| Godzina: 20:00 | 14 min. kar            |                 | 6 min. kar | Widzów: 234 Sędzia główny: Jevgenijs Griskevics Sędziowie liniowi: Marcus Höfer Jiri Svoboda |

| 17 kwietnia 2018 | Izrael | 9:1 | Korea Północna | Igloo Arena, Grenada |

| Szczegóły      | Szczegóły | Szczegóły       | Szczegóły            | Szczegóły                                                                                       |
| -------------- | --- | --------------- | -------------------- | ----------------------------------------------------------------------------------------------- |
| Godzina: 13:00 | D. Mazour (PP) 05:29 D. Mazour (EQ) 17:28 A. Vernyy (EQ) 18:07 I. Spektor (PP) 20:28 I. Spektor (EQ) 22:35 I. Spektor (SH) 31:16 A. Milner (EQ) 37:29 M. Revniaga (EQ) 42:25 M. Sherf (EQ) 54:43 | (3:1, 4:0, 2:0) | 08:44 (SH) Kim S. G. | Widzów: 36 Sędzia główny: Jevgenijs Griskevics Sędziowie liniowi: Andriej Korowkin Jiri Svoboda |
| Godzina: 13:00 | 16 min. kar |                 | 14 min. kar          | Widzów: 36 Sędzia główny: Jevgenijs Griskevics Sędziowie liniowi: Andriej Korowkin Jiri Svoboda |

| 17 kwietnia 2018 | Nowa Zelandia | 7:1 | Luksemburg | Igloo Arena, Grenada |

| Szczegóły      | Szczegóły | Szczegóły       | Szczegóły          | Szczegóły                                                                                           |
| -------------- | --- | --------------- | ------------------ | --------------------------------------------------------------------------------------------------- |
| Godzina: 16:30 | C. Harrison (EQ) 11:07 J. Ratcliffe (PP) 24:59 P. Heyd (EQ) 29:11 T. Rooney (EQ) 50:30 N. Craig (EQ) 50:43 A. Polozov (EQ) 55:00 J. Challis (PP2) 58:22 | (1:0, 2:1, 4:0) | 29:36 (EQ) M. Mosr | Widzów: 68 Sędzia główny: Tim Tzirtziganis Sędziowie liniowi: Alejandro Garcia Banos Carlos Trobajo |
| Godzina: 16:30 | 0 min. kar |                 | 10 min. kar        | Widzów: 68 Sędzia główny: Tim Tzirtziganis Sędziowie liniowi: Alejandro Garcia Banos Carlos Trobajo |

| 17 kwietnia 2018 | Hiszpania | 14:0 | Meksyk | Igloo Arena, Grenada |

| Szczegóły      | Szczegóły | Szczegóły       | Szczegóły   | Szczegóły                                                                                   |
| -------------- | --- | --------------- | ----------- | ------------------------------------------------------------------------------------------- |
| Godzina: 20:00 | P. Muñoz (EQ) 00:23 J. Muñoz (PP) 06:23 P. Muñoz (EQ) 12:22 P. Muñoz (EQ) 16:52 G. Betran (PP) 24:13 A. Garcia (PP2) 31:28 P. Muñoz (EQ) 34:28 J. Brabo (EQ) 37:29 P. Muñoz (PP) 38:42 O. Boronat (PP) 47:15 P. Muñoz (EQ) 49:46 J. Muñoz (EQ) 50:03 A. Ubieto (PP) 51:59 G. Gonzalez (EQ) 58:10 | (4:0, 5:0, 5:0) |             | Widzów: 157 Sędzia główny: Rasmus Toppel Sędziowie liniowi: Marcus Höfer Chris van Grinsven |
| Godzina: 20:00 | 8 min. kar |                 | 24 min. kar | Widzów: 157 Sędzia główny: Rasmus Toppel Sędziowie liniowi: Marcus Höfer Chris van Grinsven |

| 19 kwietnia 2018 | Meksyk | 3:1 | Luksemburg | Igloo Arena, Grenada |

| Szczegóły      | Szczegóły                                                     | Szczegóły       | Szczegóły          | Szczegóły                                                                               |
| -------------- | ------------------------------------------------------------- | --------------- | ------------------ | --------------------------------------------------------------------------------------- |
| Godzina: 13:00 | J. Perez (PP2) 06:57 A. Najera (EQ) 29:44 H. Majul (EQ) 57:49 | (1:0, 1:1, 1:0) | 31:34 (PP) M. Mosr | Widzów: 300 Sędzia główny: Milan Novak Sędziowie liniowi: Andriej Korowkin Jiri Svoboda |
| Godzina: 13:00 | 12 min. kar                                                   |                 | 8 min. kar         | Widzów: 300 Sędzia główny: Milan Novak Sędziowie liniowi: Andriej Korowkin Jiri Svoboda |

| 19 kwietnia 2018 | Korea Północna | 4:12 | Nowa Zelandia | Igloo Arena, Grenada |

| Szczegóły      | Szczegóły                                                                             | Szczegóły       | Szczegóły | Szczegóły                                                                                        |
| -------------- | ------------------------------------------------------------------------------------- | --------------- | --- | ------------------------------------------------------------------------------------------------ |
| Godzina: 16:30 | Hong C. R. (EQ) 09:25 Kim K. H. (EQ) 26:35 Kang I. H. (SH) 30:33 Kim H. J. (EQ) 35:44 | (1:4, 3:4, 0:4) | 03:00 (EQ) S. Harrison 04:27 (EQ) J. Challis 05:50 (EQ) M. Schneider 06:50 (SH) F. Ellis 24:53 (EQ) F. Ellis 26:17 (PP) M. Schneider 34:59 (EQ) A. Polozov 38:21 (PS) F. Ellis 44:10 (EQ) M. Schneider 46:14 (PP2) A. Cox 47:01 (PP) P. Heyd 51:56 (EQ) C. Harrison | Widzów: 84 Sędzia główny: Rasmus Toppel Sędziowie liniowi: Alejandro Garcia Banos Carlos Trobajo |
| Godzina: 16:30 | 18 min. kar                                                                           |                 | 8 min. kar | Widzów: 84 Sędzia główny: Rasmus Toppel Sędziowie liniowi: Alejandro Garcia Banos Carlos Trobajo |

| 19 kwietnia 2018 | Izrael | 0:4 | Hiszpania | Igloo Arena, Grenada |

| Szczegóły      | Szczegóły   | Szczegóły       | Szczegóły                                                                             | Szczegóły                                                                                      |
| -------------- | ----------- | --------------- | ------------------------------------------------------------------------------------- | ---------------------------------------------------------------------------------------------- |
| Godzina: 20:00 |             | (0:0, 0:2, 0:2) | 22:39 (EQ) P. Muñoz 36:38 (EQ) P. Fuentes 51:10 (PP) P. Fuentes 52:36 (PP) I. Granell | Widzów: 390 Sędzia główny: Tim Tzirtziganis Sędziowie liniowi: Marcus Höfer Chris van Grinsven |
| Godzina: 20:00 | 22 min. kar |                 | 10 min. kar                                                                           | Widzów: 390 Sędzia główny: Tim Tzirtziganis Sędziowie liniowi: Marcus Höfer Chris van Grinsven |

| 20 kwietnia 2018 | Luksemburg | 2:1 | Korea Północna | Igloo Arena, Grenada |

| Szczegóły      | Szczegóły                                   | Szczegóły       | Szczegóły            | Szczegóły                                                                                         |
| -------------- | ------------------------------------------- | --------------- | -------------------- | ------------------------------------------------------------------------------------------------- |
| Godzina: 13:00 | C. Cannon (EQ) 32:08 M. Eriksson (EQ) 44:55 | (0:1, 1:0, 1:0) | 12:33 (EQ) Kim H. J. | Widzów: 77 Sędzia główny: Jevgenijs Griskevics Sędziowie liniowi: Andriej Korowkin Carlos Trobajo |
| Godzina: 13:00 | 18 min. kar                                 |                 | 10 min. kar          | Widzów: 77 Sędzia główny: Jevgenijs Griskevics Sędziowie liniowi: Andriej Korowkin Carlos Trobajo |

| 20 kwietnia 2018 | Meksyk | 3:5 | Izrael | Igloo Arena, Grenada |

| Szczegóły      | Szczegóły                                                        | Szczegóły       | Szczegóły | Szczegóły                                                                                            |
| -------------- | ---------------------------------------------------------------- | --------------- | --- | --- |
| Godzina: 16:30 | S. Sierra (PP) 37:25 R. Chabat (EQ) 38:58 C. Smithers (PP) 48:52 | (0:2, 2:2, 1:1) | 13:56 (EQ) E. Kozhevnikov 17:03 (EQ) E. Kozhevnikov 29:19 (PP) E. Kozhevnikov 36:44 (SH) I. Spektor 49:35 (EQ) A. Vernyy | Widzów: 94 Sędzia główny: Rasmus Toppel Sędziowie liniowi: Alejandro Garcia Banos Chris van Grinsven |
| Godzina: 16:30 | 14 min. kar                                                      |                 | 51 min. kar | Widzów: 94 Sędzia główny: Rasmus Toppel Sędziowie liniowi: Alejandro Garcia Banos Chris van Grinsven |

| 20 kwietnia 2018 | Hiszpania | 6:4 | Nowa Zelandia | Igloo Arena, Grenada |

| Szczegóły      | Szczegóły | Szczegóły       | Szczegóły                                                                      | Szczegóły                                                                           |
| -------------- | --- | --------------- | ------------------------------------------------------------------------------ | ----------------------------------------------------------------------------------- |
| Godzina: 20:00 | A. Carbonell (PP) 18:12 P. Fuentes (EQ) 21:39 O. Rubio (EQ) 25:34 O. Boronat (EQ) 28:27 I. Granell (PP) 36:38 O. Boronat (EQ) 42:51 | (1:0, 4:3, 1:1) | 23:53 (PP) P. Heyd 33:04 (EQ) A. Polozov 37:47 (EQ) A. Cox 44:53 (PP) F. Ellis | Widzów: 541 Sędzia główny: Milan Novak Sędziowie liniowi: Marcus Höfer Jiri Svoboda |
| Godzina: 20:00 | 4 min. kar |                 | 8 min. kar                                                                     | Widzów: 541 Sędzia główny: Milan Novak Sędziowie liniowi: Marcus Höfer Jiri Svoboda |

Tabela
| Lp. | Zespół         | M | Pkt | Z | Zd | Pd | P | G+ | G- | +/- |
| --- | -------------- | - | --- | - | -- | -- | - | -- | -- | --- |
| 1   | Hiszpania      | 5 | 15  | 5 | 0  | 0  | 0 | 49 | 6  | +43 |
| 2   | Nowa Zelandia  | 5 | 12  | 4 | 0  | 0  | 1 | 33 | 14 | +19 |
| 3   | Izrael         | 5 | 9   | 3 | 0  | 0  | 2 | 24 | 14 | +10 |
| 4   | Korea Północna | 5 | 3   | 1 | 0  | 0  | 4 | 12 | 40 | –28 |
| 5   | Meksyk         | 5 | 3   | 1 | 0  | 0  | 4 | 9  | 30 | –21 |
| 6   | Luksemburg     | 5 | 3   | 1 | 0  | 0  | 4 | 6  | 29 | –23 |

      = awans do II dywizji grupy A       = utrzymanie w II dywizji grupie B       = spadek do III dywizji
Nagrody indywidualne
Dyrektoriat turnieju wybrał trójkę najlepszych zawodników, po jednym na każdej pozycji:
- Bramkarz:  Ander Alcaine
- Obrońca:  Stefan Helmersson
- Napastnik:  Patricio Fuentes